# Amy Deasismont
Amy Linnéa Deasismont, nota anche con lo pseudonimo di Amy Diamond (Norrköping, 15 aprile 1992), è una cantante, attrice e conduttrice televisiva svedese.
È nota per il suo singolo What's in It for Me del 2005, che fu la canzone più ascoltata in Polonia, rimanendo nella top ten per ben quattro mesi, e fu un successo anche in Svezia, Danimarca, Norvegia e Finlandia. L'artista ha pubblicato sei album in studio più un Greatest Hits, e si è esibita in televisione come cantante, attrice e ospite.
I suoi più grandi successi sono stati:  "What's in It for Me", "Welcome to the City", "Don't Cry Your Heart Out", "It Can Only Get Better", "Stay My Baby", "Is It Love", "Up" e "Thank You".

## Biografia
Nacque il 15 aprile 1992, a Norrköping, in Svezia. Secondogenita di padre inglese, Lee, e madre svedese, Chrisbeth. Subito dopo la sua nascita, la famiglia si trasferì in Inghilterra per fare ritorno in Svezia quando Amy aveva quattro anni e mezzo, questa volta a Jönköping. Amy Diamond vive attualmente a Jönköping, con le sorelle Lisa, Holly e Danielle e il fratello Charlie.
A sei anni ha iniziato a praticare pattinaggio artistico vincendo diverse medaglie d'oro. Si allenava sei volte alla settimana prima di intraprendere la carriera di cantante. Danza e recita a scuola, e partecipa a produzioni teatrali e televisive che le hanno fornito l'esperienza e la dimestichezza per rapportarsi con il pubblico. È anche apparsa in televisione in un piccolo ruolo nello show De drabbade.
Amy Diamond, fin da bambina, si è sempre interessata al canto. Una delle sue prime esibizioni pubbliche è stata a sette anni nel talent show, Småstjärnorna. Nel 2004, ha partecipato a concorsi di talento come il Minimelodifestivalen a Jönköping e lo svedese TV4's Super Troupers, vincendone la maggior parte. Al Mix Megapol Summer Idol vince il premio principale: cioè incidere una canzone in un vero e proprio studio di registrazione. Le è stato successivamente offerto un contratto di registrazione commerciale. Poco dopo, registrò il suo singolo di debutto What's in It for Me, lanciato nel seguente mese di febbraio.

## Carriera

### Successo come cantante e This Is Me Now (2005)
il brano, "What's in It for Me" fu un successo, anche se alcune emittenti televisive svedesi si rifiutarono di mostrare il video, sostenendo che a 12 anni Amy era troppo giovane per una canzone in tema di relazioni romantiche. Lei però, affermava di non vivere la canzone come una relazione romantica, ma solo come una relazione tra amici. Tuttavia, il brano ricevette vasta diffusione nelle varie stazioni radiofoniche. Nello stesso momento Amy si recava in tournée. La canzone raggiunse la prima posizione della classifica dei singoli svedesi, venendo infine riconosciuta disco di platino.
In poco tempo, apparve nella emittente TV4, e, per la prima volta, utilizza il suo nome d'arte Amy Diamond. Nel programma ha cantato il brano di Alicia Keys, If I Ain't Got You, con l'accompagnamento di una band dal vivo.

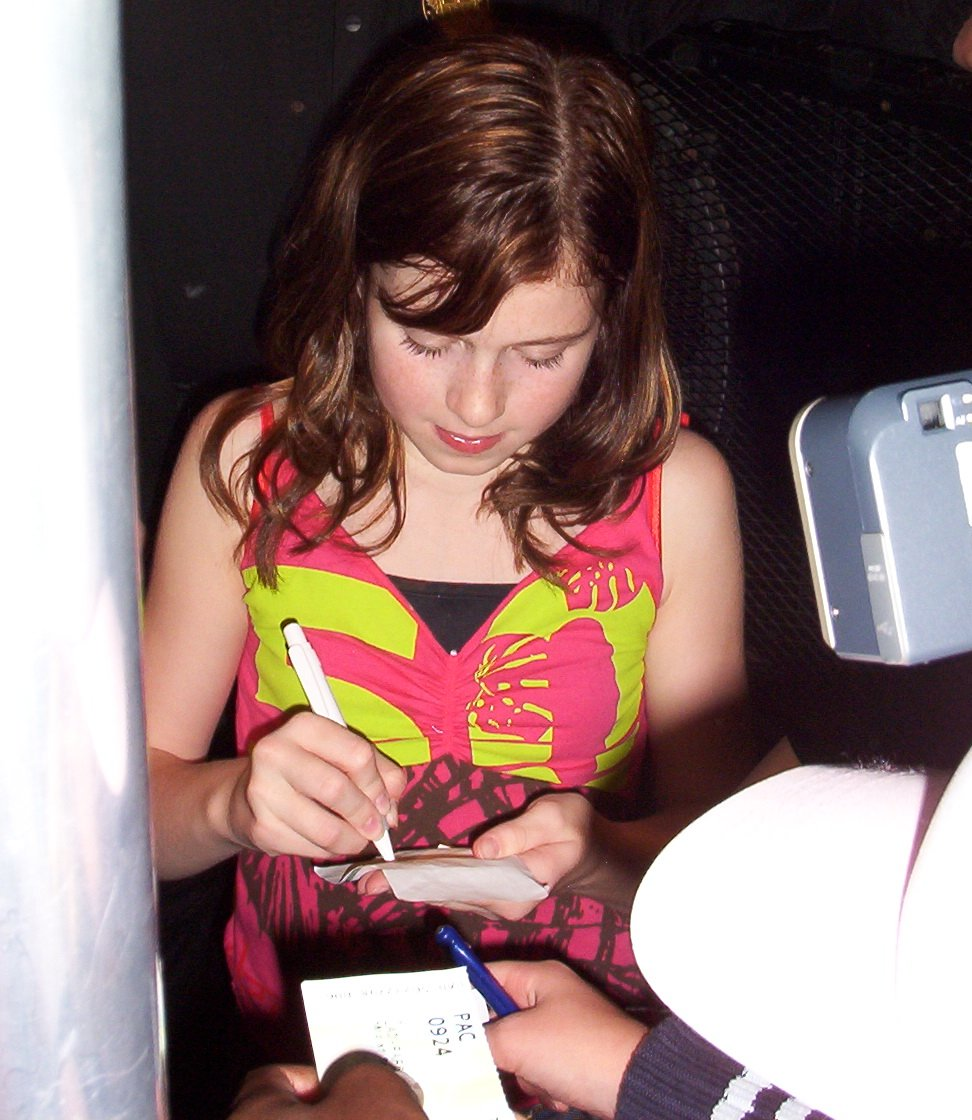
Amy Diamond mentre effettua autografi a Kalmar in Svezia nel 2005

Grazie al successo del singolo, produce il suo primo album, This Is Me Now, pubblicato nel maggio del 2005. L'album ha venduto più di 150 000 copie. Il successo l'ha condotta a varie apparizioni televisive, come ad esempio sul settimanale Trackslistan, e nel programma televisivo, Vi i femman. Entro la fine del 2005, apparve in diretta su più di 20 programmi televisivi. Nell'estate 2005 partecipa ad un tour di concerti per tutta la Svezia, alcuni dei quali vengono trasmessi in tv.
Anche se i fan sono in genere i bambini, l'album non può essere considerato come musica per bambini. Lo stile principalmente è il pop, i brani dell'album sono state effettuate dal team di produttori Tommy Tysper, Marcus Sepehrmanesh e Gustav Jonsson che formano il nucleo della società di produzione TEN Production. L'album venne pubblicato dalla casa discografica Bonnier Amigo Music Group.

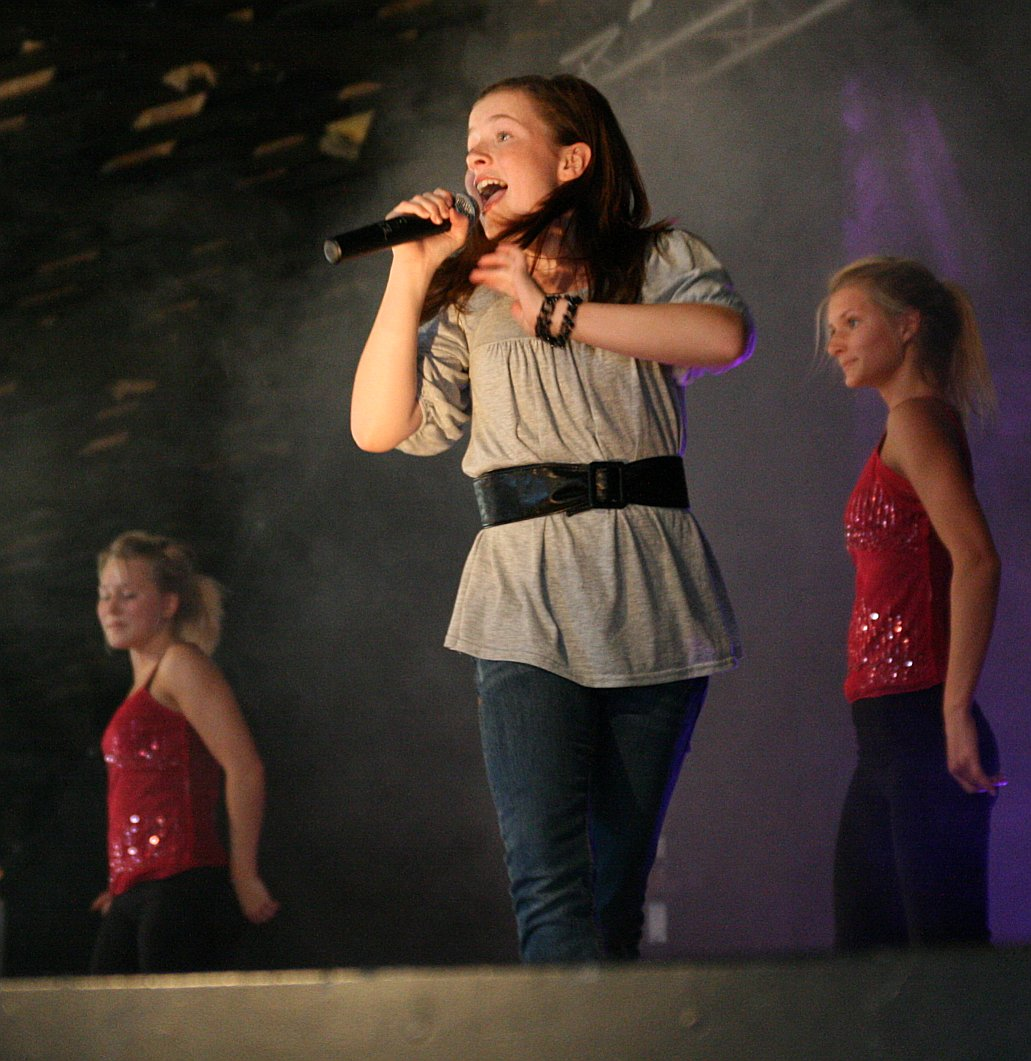
Amy Diamond a Rangsby (Finlandia) il 14 luglio 2007

Il suo album di debutto includeva una versione live del brano, If I Ain't Got You, descritto in una recensione come "dolce e imponente allo stesso tempo". A 12 anni raggiunge la finale di Super Troupers, cantando la canzone della cantante colombiana Shakira, Underneath Your Clothes. Il quotidiano svedese, Svenska Dagbladet ha descritto la sua voce, sottile e sicura, mentre la sua etichetta discografica la considera invece come "splendente e caratteristica".

### Il successo all'estero
Nel mese di luglio 2005, Amy Diamond firma un accordo di distribuzione con la Warner Bros., al fine di promuovere l'album a livello internazionale. L'album fu un successo, sia nei paesi nordici che in Polonia. Durante l'estate venne ascoltato spesso alla radio, diventando il 19º brano più ascoltato del 2005 in Finlandia e 16º in Polonia. Nell'estate 2005 vennero distribuiti i singoli "Welcome to the City" e "Champion". Un'edizione speciale del disco fu prodotta per il mercato dell'Europa centrale, edizione che conteneva anche due brani precedentemente inediti. Alla fine del 2005, Amy promosse un tour in tutta l'Europa centrale. Il suo contratto discografico consente a tutta la sua famiglia a viaggiare con lei, ogni volta che i concerti sono all'estero.
Nel 2005 venne nominata a diversi premi. A 13 anni, fu la più giovane cantante nella storia a ricevere il Nordic Music Award per il maggior successo nordico di "What's in It for Me". Inoltre, fu l'artista più giovane a ricevere due simultanei NRJ Radio Awards e la più giovane ad essere nominata per i Grammy Awards svedesi. Ai Grammy Awards, vinse il premio come Miglior Artista Femminile svedese, Canzone dell'anno e Newcomer of the Year. Ha inoltre ricevuto un premio Nickelodeon come Hit of the Year, e ha ottenuto la nomination per il Rockbjörnen. Nel 2010 ha nuovamente vinto il premio per la migliore musica/gruppo svedese al Nickelodeon Kids Choice Awards.

### Still Me Still Now (2006)
Amy registra il suo secondo album nel febbraio del 2006. L'album venne registrato nel corso di quattro fine settimana, al ritmo di due o tre canzoni a fine settimana. L'album "Still Me Still Now" venne pubblicato nel maggio 2006, mentre il primo singolo "Do not Cry Your Heart Out" fu messo sul mercato un paio di settimane prima della distribuzione dell'album.
Due giorni prima della data di uscita , fu intervistata su Nyhetsmorgon, un talk show del mattino, su TV4. Il conduttore sorprese Diamond porgendole un disco d'oro per l'album "Do not Cry Your Heart Out", un successo radiofonico svedese.
Il brano, "Still Me Still Now" possiede lo stesso ritmo e stile dell'album precedente; a metà del 2006 Amy prese parte al Diggiloo tour, dove si è esibita con la canzone di Édith Piaf, Non, je ne regrette rien. Anche se "Still Me Still Now", ha meno successo al di fuori della Svezia, nel suo Paese rimase comunque popolare. Pubblica verso la fine del 2006 altri due singoli: "Big Guns" e "t Can Only Get Better", continuando ad apparire in televisione, comprese la prima serata, come in Sommarkrysset, Go'kväll, e Vinterkrysset. Nel gennaio 2007, aprì un fan club, pubblicando una rivista trimestrale chiamata Amy Diamond Fanzine. Infine, nel settembre 2007, ha cantato con "In The Ghetto" in "Elvis – The Original Cast".

### Music In Motion (2007) e Music in Motion (Gold Edition) (2008)

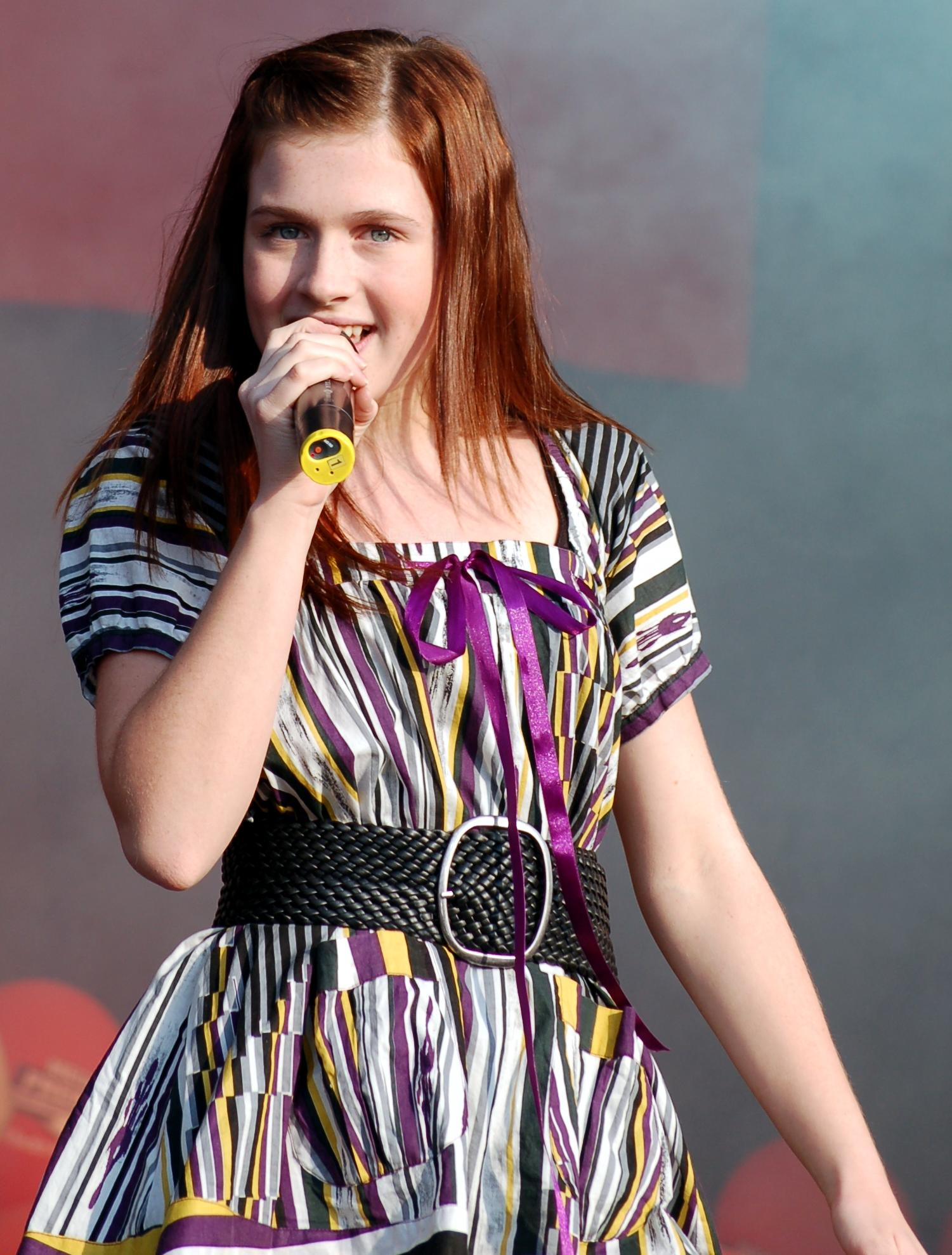
Amy Diamond nel 2008

Per tutta la seconda metà del 2007, registra il suo terzo album Music in Motion. L'album contiene brani realizzati da alcuni produttori di fama mondiale come Max Martin e Alexander Kronlund, spesso in collaboratori di Britney Spears.
Il primo singolo estratto dal nuovo album, "Is It Love?" viene pubblicato il 26 settembre 2007. Il brano viene eseguito da Amy in alcuni show televisivi come "Bobster", "BingoLotto" vincendo il premio come "Best Female Artist" ai "Nickelodeon Kids Choice Awards". Il nuovo album viene pubblicato il 28 novembre 2007, anticipato il 23 novembre 2007 dal singolo "Stay My Baby", scritto da Max Martin e Tommy Tysper.
Partecipa al Melodifestivalen, una selezione svedese per l'Eurovision Song Contest, nel febbraio del 2008, con la canzone "Thank You", ottenendo l'8º posto nel round finale. La canzone fu poi inclusa nella riedizione del suo album del 2008, intitolato Music in Motion (Gold Edition) ricevendo un altro disco d'oro.

### Album di Natale En Helt Ny Jul (2008)
Nel 19 novembre 2008, pubblica un album natalizio chiamato En Helt Ny Jul , che comprende tradizionali canti natalizi svedesi. Lo stile è descritto come un classico in stile album di Natale, ma con una dose di pop. Questo è il suo primo album cantato interamente in svedese, che gli è valso un ennesimo disco d'oro.

### Melodifestivalen e Swings And Roundabouts (2009)
Nel dicembre 2008 viene confermata la sua partecipazione al Melodifestivalen 2009, con la canzone electro-pop "It's My Life", scritta da Alexander Bard, Bobby Ljunggren e Oscar Holter, uscendo però dalla competizione in finale. Il quinto album viene pubblicato in Scandinavia il 21 ottobre 2009, raggiungendo il disco d'oro.
Dal dicembre 2009 al marzo 2010, ha interpretato Alice nello spettacolo teatrale Alice in Wonderland svoltosi al Teatro Maxim a Stoccolma.
Doppia la Principessa Lillifee nell'omonimo film che ha debuttato nei cinema svedesi il 10 settembre 2009. Amy canta anche un paio di canzoni presenti nel film.

### Amy Diamond: Greatest Hits (2010)
Nella primavera del 2010, la Bonnier Amigo Music Group rilasciò informazioni sul Greatest Hits. L'album include una ventina di canzoni degli ultimi quattro anni, nonché quattro nuove canzoni inedite, tra cui la cover di "True Colors" di Cyndi Lauper, "Only You" di Yazoo e "Perfect" dei Fairground Attraction. Il 6 settembre 2010 venne annunciato che l'album sarebbe stato pubblicato il 3 novembre 2010, ma all'inizio del mese di ottobre, Bonnier sposta la data di uscita al 29 ottobre 2010. Il 31 ottobre 2010 viene confermato che Amy è la più giovane artista svedese a pubblicare un Greatest Hits. Il primo singolo, "Only You", cover della canzone di Yazoo, viene pubblicata il 24 settembre 2010. Il 16 ottobre del 2010, Amy assieme a Mikael Rickfors cantano, in duetto, una versione di       "True Colors" sul programma svedese Dansfeber. Il 2 novembre 2010 Amy canta nuovamente "Only You" e "True Colors" durante il programma XL Live. Inoltre, lo stesso giorno canta, nel programma Rix MorronZoo, la versione acustica di "What's in It for Me" sulla emittente radiofonica RIX FM. Nel dicembre 2010 alcune stazioni radio iniziarono a mettere in onda, come singolo promozionale, la canzone di Amy, "Ready to Fly", ma senza essere stato pubblicato ufficialmente.

### Nuova musica e cambio di nome (2016-)
Nel maggio del 2016 pubblicò una nuova canzone dopo una pausa di diversi anni, questa volta sotto il suo nome, Amy Deasismont. Il suo primo singolo uscito è "One", mentre in agosto, ha prodotto il suo secondo singolo, "Forgive". Nell'ottobre 2016 esce la canzone "This Is How We Party" che sarà il terzo singolo della cantante.

## Vita privata
Amy Diamond mantiene la sua vita privata separata dalla sua carriera di cantante. Ha usato il nome d'arte di Amy Diamond, quando pubblicò il suo primo singolo, "What's in It for Me". Ha scelto come cognome Diamond perché il diamante è il suo portafortuna.
Nonostante la sua carriera di cantante, continua a frequentare la scuola e solo raramente se ne assenta per un solo giorno. Secondo lei, ci sono lavori promozionali solo di tanto in tanto, e la maggior parte nei fine settimana. Se deve partecipare a concerti infrasettimanali, si impegna a fare i compiti a casa. Nelle sue interviste ha accennato che le sue materie preferite sono: la matematica, l'educazione fisica ed il cucito. Considera la formazione scolastica importante, in quanto le permetterà di fare qualcosa di diverso se mai un domani la musica dovesse "fallire", o se non volesse più proseguire la sua carriera di cantante, ammettendo che vorrebbe continuare a cantare finché lo trova divertente. Sempre durante le sue interviste ha menzionato, come futuro lavoro il mestiere di parrucchiera. Nonostante i suoi concerti, ha il tempo per dedicarsi alle vacanze. Il suo manager, nonché suo padre, si occupa della parte commerciale, e i suoi genitori la sostengono nella sua carriera.
Nel 2006, oltre alla sua carriera musicale ricevette la proposta di fare la modella. Apparve inoltre in un catalogo di vendita per corrispondenza, e fece pubblicità, sia per la Statoil che per una catena di negozi sportivi. Nel mese di dicembre 2006, apparve nel ruolo di una principessa di ghiaccio sulla serie televisiva natalizia svedese Lassemajas detektivbyrå. Lo spettacolo gli permise di dimostrare la sua abilità sui pattini. Fu portavoce svedese per lo Junior Eurovision Song Contest 2006 dando 12 punti a Anastasija e Maria Tolmačëvy vincitrici poi del concorso.
Nel maggio 2008, il creatore di gioielli Tussilagosmycken ha lanciato un prodotto chiamato "Amy's Diamond". Il gioiello è in argento, con un diamante incastonato. Recentemente ha prodotto un singolo per "Barbie e il Castello di diamante", chiamando il singolo "Connected".
Nell'estate del 2010 ha partecipato alla seconda stagione di Bulldogg, un programma in cui i bambini possono trascorrere il tempo con un cane, per quelle famiglie nelle quali i loro genitori non vogliono avere animali in casa. La première del primo episodio venne trasmessa domenica 16 gennaio 2011 su SVT. Durante la primavera del 2011, registra la terza stagione di Bulldogg.

## Filmografia
- De drabbade (2002)
- Lassemajas detektivbyrå (2006)
- Vinterkrysset (2006)/(2009)
- Princess Lillifee (2009)
- Alice i Underlandet (2009-2010)
- Melodifestivalen Sketches (2010)
- Gabba Gabba (2010)
- Princess Lillifee (2011)
- Bulldogg (2010-2012)
- Brave (2012)
- Min lilla syster (2015)[29] ("My Skinny Sister", film vincitore del Berlinale Crystal Bear come miglior Film[30] e menzione speciale dalla Giuria Internazionale)[30]
- Biet Maya (2016)
- Trouble (Strul), regia di Jon Holmberg (2024)